# 34261 Musharahman
2000 QK120 (asteroide 34261) é um asteroide da cintura principal. Possui uma excentricidade de 0.13637300 e uma inclinação de 3.51370º.
Este asteroide foi descoberto no dia 25 de agosto de 2000 por LINEAR em Socorro.